# Kibramoa hermani
Kibramoa hermani är en spindelart som beskrevs av Chamberlin och Ivie 1935. Kibramoa hermani ingår i släktet Kibramoa och familjen Plectreuridae. Inga underarter finns listade i Catalogue of Life.